# Néfret
Néfret est une Égyptienne de la IVe dynastie. Bien que ses parents ne soient pas connus, elle était nécessairement de haut rang pour épouser un prince tel que Rahotep.
Elle est connue par sa statue, ainsi que celle de son époux Rahotep, découverte par Auguste Mariette en 1871 et exposée au musée égyptien du Caire.

## Postérité
- Le cratère vénusien Nofret a été nommé en son honneur.
- Néfret figure parmi les 1 038 femmes référencées dans l'œuvre d’art contemporain The Dinner Party (1979) de Judy Chicago. Son nom y est associé à Hatchepsout[2].

## Philatélie
- Timbre d'Égypte de 2000, valeur faciale 20 piastres, Yvert et Tellier no 1669